# Lisa Bjerre
Lisa Bjerre, född 4 mars 1975 i Kalmar, är en svensk författare och journalist.
År 2021 debuterade Lisa Bjerre i deckargenren med romanen Ensamt vittne, tillsammans med Susan Casserfelt. Boken är del ett i den nya serien Linje 17 som ges ut av Piratförlaget. Treboksavtal har sålts till Danmark, Norge och Finland. Samma år publicerade Bjerre faktaboken Vinterbad: en handbok, tillsammans med Heli Björkman och Ulf Huett. 